# ELinks
ELinks est un navigateur web en mode texte dérivé de Links.
C’est un logiciel libre distribué selon les termes de la licence GNU GPL.
 (février 2013).
Elinks propose :
- protocoles : fichiers locaux (y compris scripts CGI locaux), HTTP, HTTPS, FTP, SMB, IPv4, IPv6, support expérimental du protocole Bittorrent ;
- authentifications : FTP, HTTP (basic), Proxy ;
- support de Mailcap pour associer des programmes externes à chaque type de contenu ;
- possibilité d’éditer les zones de saisie avec un éditeur de texte externe ;
- cookies persistants ;
- interface utilisateur conviviale (menus et dialogues) ;
- interface et raccourcis clavier entièrement personnalisables ;
- onglets ;
- historique ;
- support des marque-pages ;
- sauvegarde automatique des sessions ;
- scripts utilisateur (en Perl, Python, Ruby, Lua ou Guile) ;
- rendu des frames (cadres) et des tableaux ;
- couleurs (jusqu’à 256 si le terminal le permet) ;
- support partiel des feuilles de style CSS ;
- téléchargements en tâche de fond ;
- support des fichiers compressés ;
- vingt-cinq langues pour l’interface et l’aide ;
- support partiel du Javascript par le biais de SpiderMonkey, du projet Mozilla.

Il s’exécute au moins sur les plates-formes suivantes : Linux, Mac OS X, Microsoft Windows, NetBSD, OpenBSD, AIX, BeOS, CygWin, Digital Unix, FreeBSD, HP-UX, IRIX, , OS/2, RISC OS, Solaris.
ELinks est modulaire : on peut choisir d’inclure ou non la plupart des fonctionnalités lors de la compilation.